# Кенадское сельское поселение
Кена́дское се́льское поселе́ние — муниципальное образование в Ванинском районе Хабаровского края России. 
Административный центр - село Кенада.

## Население
| 2010 | 2011 | 2012 | 2013 | 2014 | 2015 | 2016 |
| ---- | ---- | ---- | ---- | ---- | ---- | ---- |
| 805  | ↘799 | ↗823 | ↘779 | ↘765 | ↘761 | ↘747 |
| 2017 | 2018 | 2019 | 2020 | 2021 |      |      |
| ↘735 | →735 | ↘703 | ↘692 | ↘621 |      |      |

## Населённые пункты
В состав поселения входят 2 населённых пункта:
| № | Населённый пункт | Тип             | Население |
| - | ---------------- | --------------- | --------- |
| 1 | Кенада           | посёлок         | ↘610      |
| 2 | Кото             | посёлок станции | ↘11       |